# Svartlut

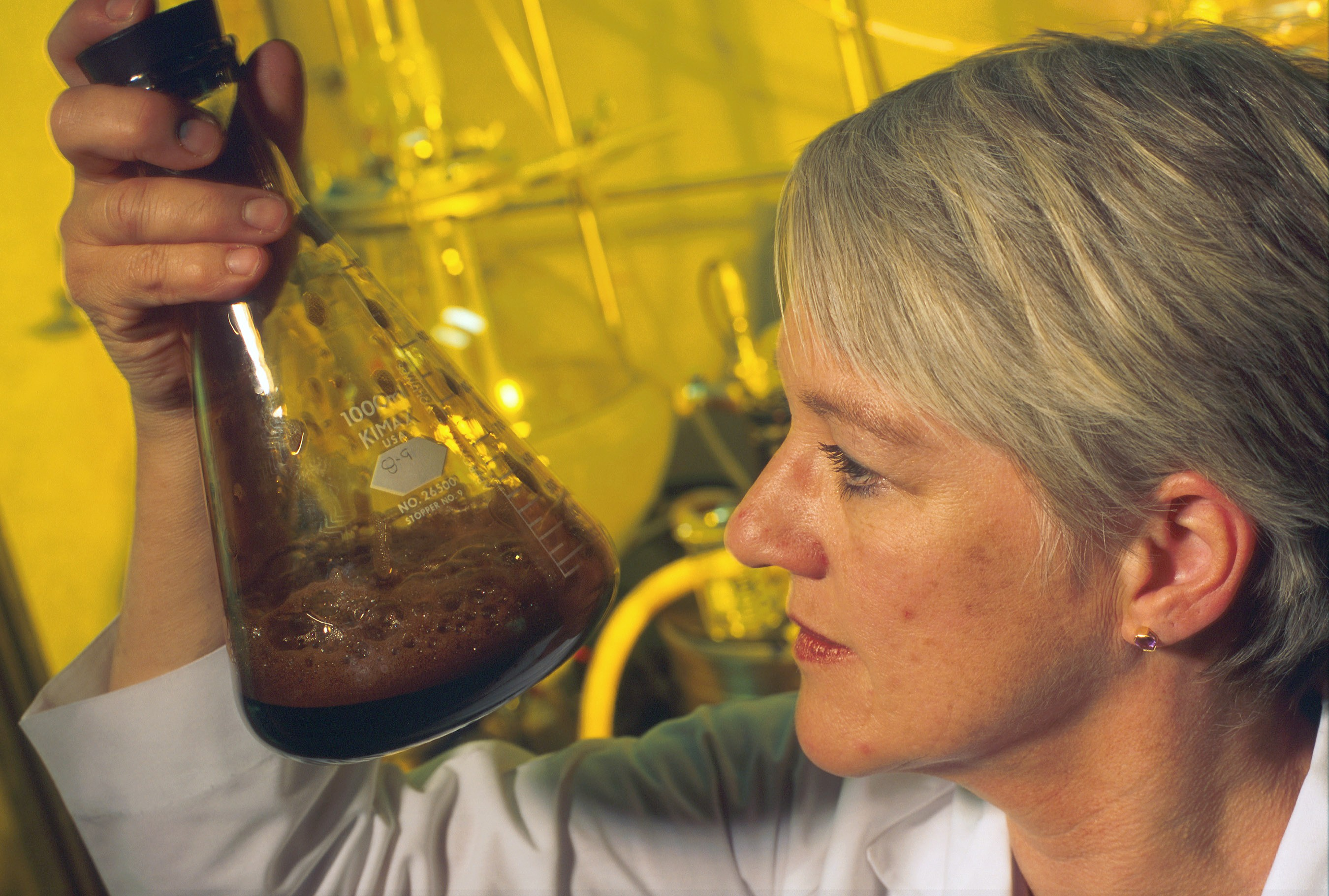
Svartlut (till vänster)

Svartlut är en biprodukt som bildas vid tillverkning av pappersmassa enligt sulfatprocessen. Svartluten utgörs av de förbrukade kokkemikalierna samt ämnen från veden. Svartluten används normalt som bränsle i en sodapanna för att täcka en del av massafabrikens energibehov samtidigt som kokkemikalier återvinns.

## Bildning av svartlut
Kokkemikalierna tillförs veden i form av så kallad vitlut innehållande i huvudsak natriumhydroxid och natriumsulfid i lösning. Syftet med att tillföra kokkemikalierna är att frigöra de cellulosafibrer som är grunden för papperstillverkningen. Den vedsubstans som hamnar i svartluten består i huvudsak av fragmenterat lignin och hemicellulosor, men också rester från cellulosa och lågmolekylära hartsämnen och fettsyraämnen.
Svartluten tvättas bort från cellulosafibrerna efter massakoket i massatvätten. Svartluten får efter massatvätten en torrhalt av ca 15 % (13–17 % beroende satsningsförhållanden och tvättanläggningens effektivitet). För att undvika ligninutfällning fordras en viss kvarvarande mängd alkali i svartluten, så kallad restalkali, i nivåer runt 5–10 kg/m³.

## Indunstning och förbränning av svartlut
Luten indunstas därefter till en högre torrhalt för att bli brännbar. Svartlut före indunstning kallas för tunnlut, och efter indunstning kallas den tjocklut. I indunstningsanläggningen, som består av flera steg, uppnår svartluten en torrhalt av 65 % eller högre, numera ofta ända upp till 80 %. Högre torrhalt ger en bättre värmeekonomi och högre verkningsgrad i sodapannan genom att mindre mängd värme erfordras för att förånga kvarvarande vattenmängd. Dessutom uppnås mindre utsläpp av svavelhaltiga gaser samt effektivare omvandling av kemikalierna till aktiva kokkemikalier.
I samband med indunstningen avskiljs fettsyraämnena vid såpavskiljningen och de avskilda såpämnena utnyttjas för att separat producera tallolja. Därefter förbränns vanligen den koncentrerade svartluten i massabrukets sodapanna och de oorganiska föreningarna återvinns och bildar en smälta som löses i en smältlösare till så kallad grönlut, samtidigt som värmeenergi frigörs genom förbränningen av de organiska substanserna.
Mängden torrsubstans i svartluten, som tas till förbränning, är beroende av vedutbytet respektive tillsatt mängd oorganiska ämnen i vitluten. Lågt vedutbyte resulterar i mer substans i svartluten eftersom mer substans har lösts ut från veden i massakoket och mer kemikalier har åtgått för att åstadkomma detta. Vid tillverkning av massa för blekning mottar sodapannan som riktvärde 910 kg organisk torrsubstans samt 490 kg oorganiska ämnen och totalt ca 1400 kg torrsubstans per ton massa (räknat som 90-procentig oblekt massa). Ett syrgasdelignifieringssteg (ligningborttagning med hjälp av syrgas) medför att ytterligare torrsubstans förbränns i sodapannan.
Svartlutens effektiva värmevärde varierar ganska mycket från fabrik till fabrik beroende på vedslag, vedutbyte, barlasthalter och kemikalieanvändning, samt på svartlutens torrhalt före sodapannan (efter indunstning). Som riktvärde för nämnda lutsammansättning kan 12,7 gigajoule per ton torrsubstansmängd anges som effektivt värmevärde (energimängd).

## Förgasning
Även förgasning av svartlut är möjligt. Genom förgasning och sedan förbränning i gasturbin nära fördubblas verkningsgraden av elproduktion jämfört med de traditionella sodapannorna (från 12 till 22 %). De tekniska utmaningarna med rening av den förgasade svartluten är stora och tekniken med utnyttjande av gasturbin tillämpas än så länge bara i ett fåtal anläggningar. 
Förgasning av svartlut kan även användas för produktion av drivmedlena metanol eller dimetyleter (DME) i en process som kallas Black Liquor Gasification to Motor Fuels (BLGMF). DME kan användas i dieselmotorer med små förändringar av motorn. Detta är en teknik som bland annat Volvo satsar på. Produktion av drivmedel sker dock på bekostnad av den el- och värmeenergi som behövs i massafabriken. Denna energi kan dock delvis tillföras från annan bioråvara som ej direkt lämpar sig för drivmedelstillverkning.  